# Guillem Firmat
|  | Per a altres significats, vegeu «Sant Guillem (desambiguació)». |

Guillem Firmat (Tours, 1026 - Mortain, 1130) fou un eremita i pelegrí normand. És venerat com a sant per l'Església catòlica.

## Biografia
Guillem Firmat fou un jove de Tours, canonge de Saint-Venance i metge. Arran d'una crisi espiritual, en la qual va tenir una visió en què veia el diable en forma de mico guardant el cofre dels diners, entengué que s'havia allunyat de la fe per guanyar diners, i donà els seus béns als pobres. Es retirà a fer vida eremítica, reclòs amb la seva mare; quan ella morí, va marxar a una ermita prop de Laval (Mayenne). Va passar la resta de la seva vida com a pelegrí (anà a Terra Santa) i eremita a diversos llocs de la Bretanya, entre els quals Vitré, Savigny i Mantilly, on guanyà reputació de sant.

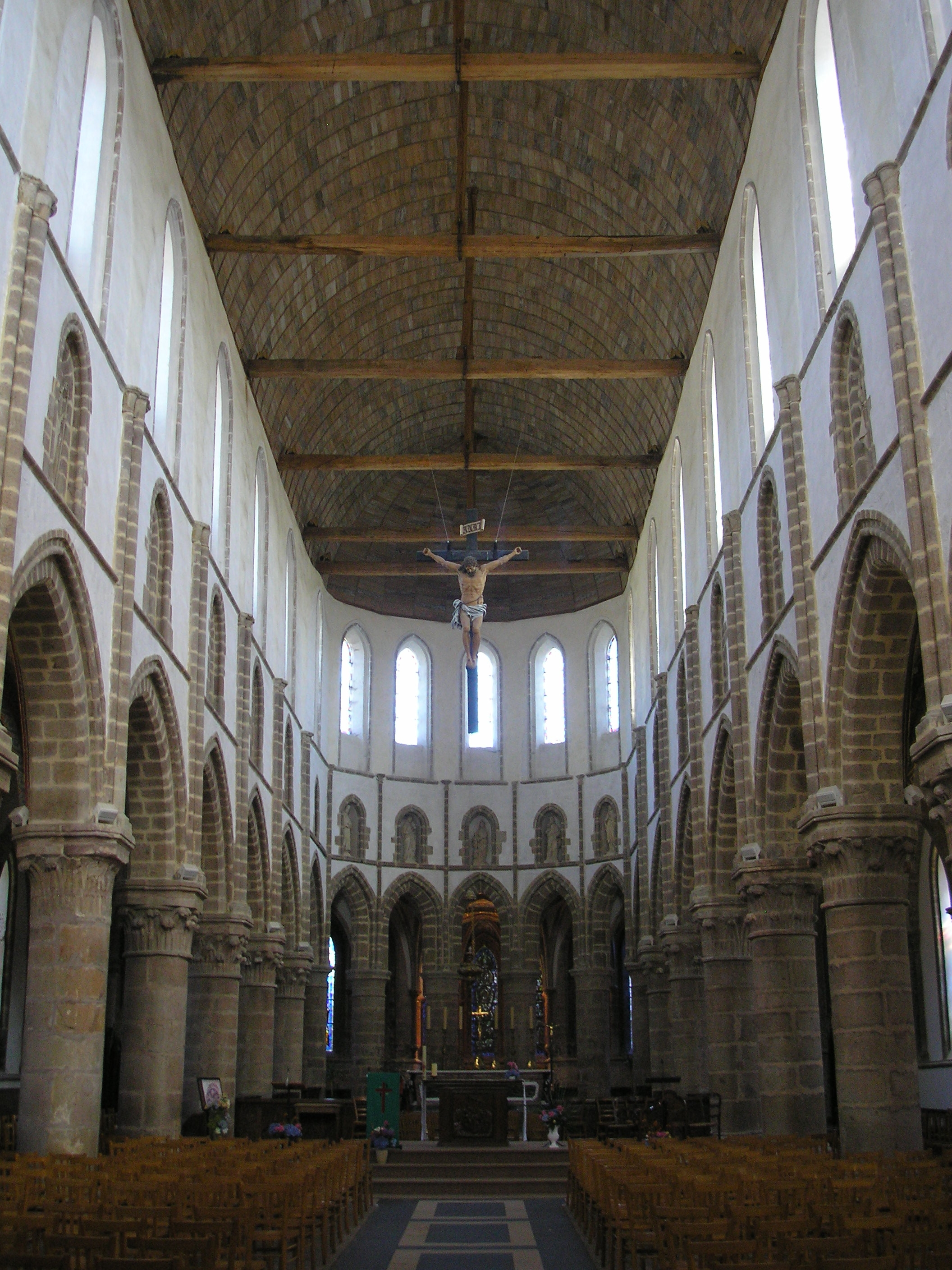
Nau de la col·legiata de Mortain.

Va fer un segon pelegrinatge a Jerusalem i tornà a Mantilly. La tradició diu que destacà pel seu amor per la natura i el do de comunicació amb els animals, als que podia entendre, de manera que els vilatans li demanaven ajut per aturar les bèsties que atacaven els seus ramats o els conreus. La llegenda diu que feu que un porc senglar fes dejuni les nits, i que els ocells menjaven de la seva mà i es refugiaven sota la seva capa, i els peixos es deixaven prendre per ell.
Segons la llegenda, salvà els habitants de Choilley-Dardenay d'una sequera, en colpejar el terra amb la seva gaiata i va fer que en sortís aigua. Morí en 1103.

## Veneració
En morir, les seves restes foren disputades per tres ciutats, i foren portades a Mortain, tot i que continuà essent venerat a Savigny i Mantilly, les viles rivals. És invocat contra el mal de cap.